# مایکا مائا
مایکا مائا (انگلیسی: Micah Maʻa؛ زادهٔ ۱۶ آوریل ۱۹۹۷) بازیکن والیبال اهل ایالات متحده آمریکا است.